# Земля звичаю
Земля за звичаєм — це земля, яка належить корінним громадам і керується відповідно до їхніх звичаїв, на відміну від законного володіння, яке зазвичай вводилося під час колоніальних періодів. Спільна власність є однією з форм звичаєвої власності на землю.
З кінця ХХ століття законодавче визнання та захист прав на землю корінного населення та громад продовжує залишатися серйозною проблемою. Розрив між формально визнаною землею та землею, що знаходиться у звичайній власності та підпорядкуванні, є значним джерелом недорозвиненості, конфліктів та погіршення стану навколишнього середовища.

## Земельне право
У Законі про землю Малаві 1965 року «Земля звичаю» визначається як «вся земля, яка утримується, окупована або використовується відповідно до звичаєвого права, але не включає жодну державну землю».
У більшості країн тихоокеанських островів звичаєва земля залишається домінуючою формою землеволодіння. На різних островах і в районах Тихоокеанського регіону виникли різні звичаєві системи володіння. У будь-якій країні може існувати багато різних типів звичаєвого володіння.
Обсяг звичайної власності на землю із загальної площі земель тихоокеанських острівних держав становить: 97% у Папуа-Новій Гвінеї, 90% у Вануату, 88% на Фіджі, 85% на Соломонових островах і 81% у Самоа.